# نظام الإفراز النوع 2
نظام الإفراز النوع 2 (بالإنجليزية: Type II secretion system)‏ هو نوع من آليات إفراز البروتين المتواجدة لدى أنواع مختلفة من البكتيريا سالبة الغرام، بما في ذلك العديد من الممراضات التي تصيب البشر مثل الزائفة الزنجارية وضمة الكوليرا. نظام الإفراز النوع 2 هو أحد ستة أنواع من أنظمة إفراز البروتين الموجودة لدى البكتيريا سالبة الغرام، والأخرى هي: أنطمة الإفراز النوع 1 والنوع 3 والنوع 4 وكذلك مسار الشابرون-الحاجب [الإنجليزية] أو مسار النقل الذاتي ويعرف كذلك بنظام الإفراز النوع 5، ونظام الإفراز من النوع 6 (بعض البكتيريا تستخدم نظام إفراز النوع 7 [الإنجليزية]). كبقية أنظمة الإفرازالأخرى، يسمح نظام الإفراز 2 بنقل البروتينات السيتوبلازمية عبر الليبيد ثنائي الطبقة الذي يشكل الأغشية الخلوية للبكتيريا سالبة الغرام. يلعب إفراز البروتينات والجزيئات المؤثرة [الإنجليزية] خارج الخلية دورا حاسما في تأشير الخلايا الأخرى وفي الاجتياح والتطفل على الخلايا المضيفة.

## نظرة عامة
نظام الإفراز من النوع 2 هو مركب بروتيني مرتبط بالغشاء يتواجد لدى البكتيريا سالبة الغرام ويُستخدم في إفراز البروتينات الموجودة في سيتوبلازم البكتيريا إلى الحيز خارج الخلوي المتواجد خارج الخلية. نظام الإفراز من النوع 2 هو أحد عدة أنظمة إفراز تتواجد لدى البكتيريا سالبة الغرام والتي تُستخدم لإفراز أنواع مختلفة من البروتينات، بما في ذلك الذيفانات البكتيرية والإنزيمات الهادمة [الإنجليزية] مثل البروتيازات والليبازات. لهذه البروتينات المُفرزة صلة بهدم وتفكيك أنسجة المضيف وبالتالي هي مهمة في التسبب بالأعراض المرتبطة ببعض العداوى البكتيرية. تملك كل خلية بكتيرية عددا من مركبات الإفراز من النوع 2 والتي تكون مدمجة في الغشاء الداخلي والخارجي للخلية.
إلى جانب أنظمة الإفراز الأخرى مثل مسار الشابرون-الحاجب ونظام الإفراز من النوع 5، يقوم نظام الإفراز 2 بعملية الإفراز عبر مرحلتين. تتضمن المرحلة الأولى المسارين الإفرازيين لـSec61 وتات [الإنجليزية] اللذان ينقلان البروتينات عبر الغشاء الداخلي إلى الجبلة المحيطية. على سبيل المثال: يُستخدم مسار Sec61 لنقل المكونات البنيوية لنظام الإفراز 2 إلى الجبلة المحيطية أين يتم تجميعها بعد ذلك، في حين يستخدم كلا مساري Sec61 وتات لنقل البروتينات المفرزة إلى الجبلة المحيطية. حين تصل البروتينات المفرزة إلى الجبلة المحيطية تحدث المرحلة الثانية وفيها تُفرز هذه البروتينات عبر الغشاء الخارجي إلى المحيط خارج الخلوي.